# 클래버
클래버(영어: Clabber)는 저온 살균법을 사용하지 않은 우유를 특정한 습도와 기온에서 시게 하는 방법으로 만들어지는 음식이다. 특정한 습도와 기온에서 우유를 두면 시간이 지남에 따라 우유는 걸쭉해지며 강한 신 맛이 나는 요구르트와 같은 물질으로 변한다. 이 때 생긴 결과물을 클래버라고 부른다. 미국 남부의 많은 지방에서는 클래버가 황설탕, 육두구, 계피, 당밀과 함께 제공된다. 어떤 사람들은 클래버를 과일이나 후추, 크림등과 함께 먹기도 한다.

## 같이 보기
- 사워크림
- 요구르트